# Red herojske matere
Red herojske matere (rusko орден «Мать-героиня») je civilno odlikovanje Sovjetske zveze, ki je bilo ustanovljeno 8. julija 1944.

## Kriteriji
Red je namenjen ženskam, ki so rodile 10 ali več otrok.

## Opis
Red je iz srebra, zlata in rdeče emajliran.

## Nosilci
Podeljenih je bilo okoli 200.000 redov.